# Монтаня ин Валтелина
Монта̀ня ин Валтелѝна (на италиански: Montagna in Valtellina, на западноломбардски: Arcoa, Мунтаня) е малко градче и община в Северна Италия, провинция Сондрио, регион Ломбардия. Разположено е на 567 m надморска височина. Населението на общината е 3059 души (към 2010 г.).